# Mantelstrom

Schema eines Turbofantriebwerks;
der rosa Mantelstrom läuft außen um das Kerntriebwerk herum.

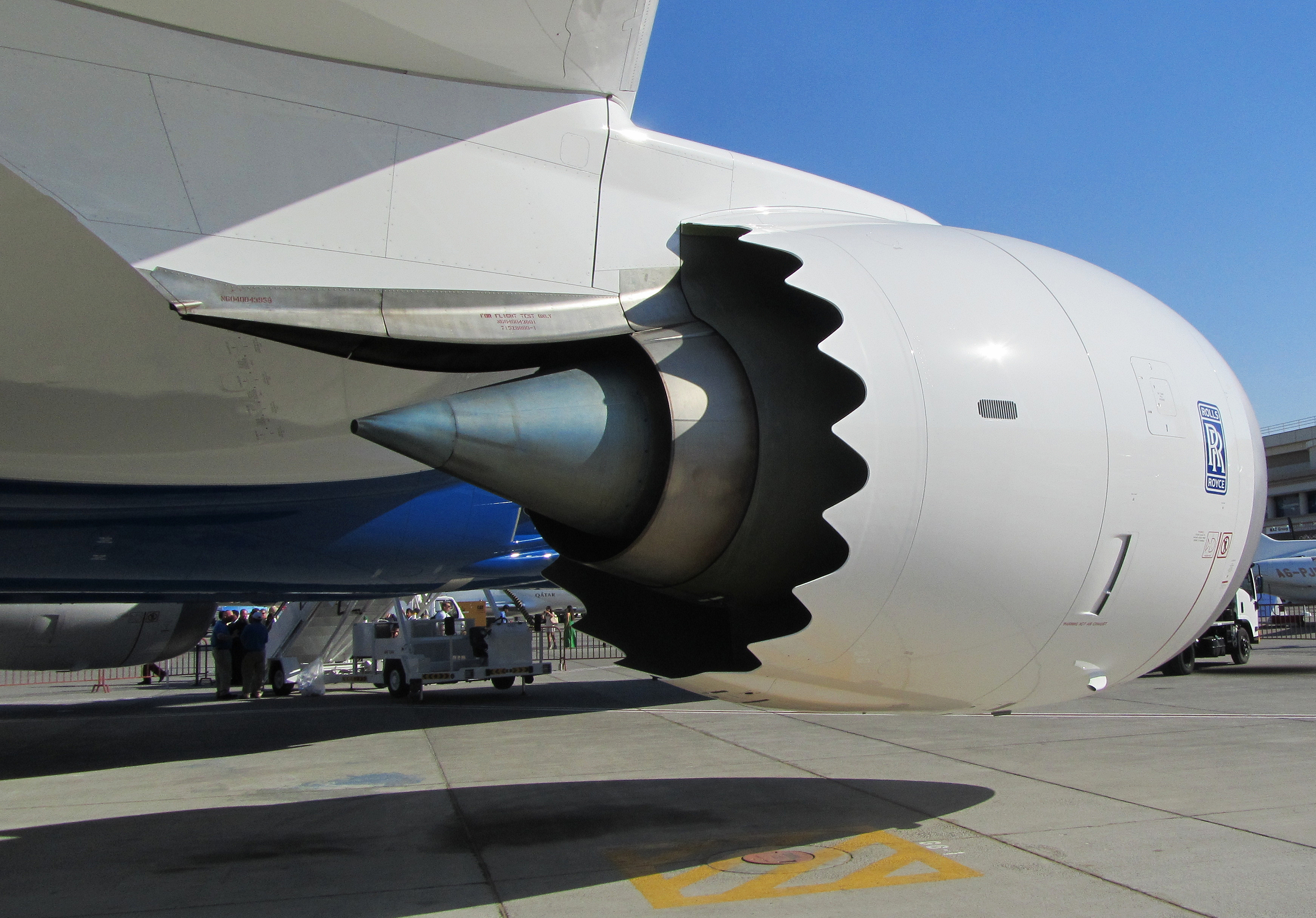
Mantelstromaustritt mit Chevron-Sägezähnen außen, innen die Düse des Kernstromes an einem Rolls-Royce Trent 1000

Als Mantelstrom (auch By-pass, Kaltluft-, Neben-, Sekundär-Strom) wird bei einem Mantelstromtriebwerk jener Luftstrom bezeichnet, der von einem ein- oder mehrstufigen Axialgebläse (der Fan-Stufe) beschleunigt und konzentrisch am Kerntriebwerk vorbei geleitet wird und der nicht in der Gasturbine am Verbrennungsprozess und der Leistungsabgabe in den Turbinenstufen beteiligt ist. Im Triebwerk strömt er um das Kerntriebwerk herum, und nach dem Triebwerksaustritt ummantelt er den Heißgasstrom aus dem Kerntriebwerk.

## Herkunft der Leistung zum Betrieb
Der primäre Kernstrom, also jener Strom, der den Verdichter, die Brennkammer und die Turbine durchläuft, hält den Verbrennungsprozess aufrecht. Dieser Kernstrom expandiert nach der Verbrennung in den Hochdruck- und schließlich in den Niederdruckturbinenstufen und gibt dabei einen Teil seiner Energie ab – um den Verdichter des Kerntriebwerks zu betreiben sowie um den Fan für den Mantelstrom zu betreiben.

## Übliche Bauformen
Verbreitet sind Zwei-Wellen-Triebwerke mit einer kurzen „Hochdruckwelle“, an der alle Verdichter- und Turbinenstufen des Kerntriebwerks befestigt sind, und einer „Niederdruckwelle“, an der nur der Fan sowie wenige Turbinenstufen befestigt sind, um den Fan anzutreiben. Die Niederdruckwelle verläuft koaxial durch die hohle Hochdruckwelle, wodurch sie die Drehleistung von den ganz hinten liegenden Turbinenstufen auf den ganz vorne befindlichen Fan übertragen kann.
Das Laufrad des Fans hat einen wesentlich größeren Durchmesser als die dahinter folgenden Verdichterstufen. Die Aufteilung in Kern- und Mantelstrom erfolgt nach der Fan-Stufe, die Luft in Nabennähe tritt in das Verdichtergehäuse des Kerntriebwerks ein, währenddessen der beschleunigte Mantelstrom durch einen aerodynamisch gestalteten, ringförmigen Düsenkanal zwischen Mantelstromgehäuse und Außenseite des Kerntriebwerks strömt. Je nach Bauart der Triebwerksgondel endet dieser Ringkanal nach kurzer Laufstrecke oder er wird in einer bis hinter die Schubdüse des Kerntriebwerks reichenden Verkleidung über die gesamte Baulänge des Triebwerkes geführt.
Alternativ kann auf eine separate Niederdruckwelle verzichtet werden, wenn die schnelldrehende Hochdruckwelle des Kerntriebwerks die Drehleistung für den deutlich langsamer drehenden Fan über ein Getriebe auf ihn überträgt („Getriebefan“-Bauweise).
Ebenfalls ohne Niederdruckwelle sowie sogar ohne Getriebe kommt die Aft-Fan-Bauweise aus, bei der sich der Fan nicht vor dem Kerntriebwerk befindet, sondern hinter ihm, direkt an der Fan-antreibenden Turbinenstufe.

## Nebenstromverhältnis
Bei modernen Mantelstromtriebwerken in der Verkehrsluftfahrt beträgt das Nebenstromverhältnis 5:1 bis 10:1 (Nebenstrom zu Kernstrom). Bei aktuellen Getriebefantriebwerken wie dem Pratt & Whitney PW1000G beträgt das Verhältnis bis 12:1. Die Schubkraft des Nebenstromes macht bei modernen Mantelstrom-Triebwerken etwa 80 % des Gesamtschubes aus.
Bei militärischen Mantelstromtriebwerken in Kampfflugzeugen ist das Nebenstromverhältnis deutlich niedriger, mitunter geringer als 1:1.
Ist das Kerntriebwerk deutlich vom Fan-Bereich getrennt und besteht seine Hauptaufgabe darin, den Fan-antreibenden (Niederdruck-)Turbinenstufen Leistung zuzuführen in Form eines schnellen, unter Druck stehenden Heißgases, so wird das Kerntriebwerk manchmal auch „(Heiß-)Gaserzeuger“ genannt.

## Vorteile
Flugzeug-Triebwerke mit einem Mantelstrom haben eine Reihe von Vorteilen: Sie verbrauchen weniger Kraftstoff, da nur ein Teil der Luft für den Verbrennungsprozess genutzt, der andere, viel größere Teil, nur durch eine ummantelte Luftschraube beschleunigt wird; sie sind leiser, da sich der Mantelstrom mit all seinen Verkleidungen schallisolierend um die Gasturbine und nach dem Austritt um den Heißgasstrahl des Kerntriebwerkes legt; sie haben in der Regel eine höhere Lebensdauer, da nur etwa 20 % des erzeugten Schubes durch thermisch und mechanisch hoch belastete Komponenten erzeugt wird.